# Bielice (powiat sulęciński)
Bielice (niem. Beelitz) – wieś w Polsce, położona w województwie lubuskim, w powiecie sulęcińskim, w gminie Torzym.
W latach 1975–1998 miejscowość należała administracyjnie do województwa zielonogórskiego.

## Zabytki
Do wojewódzkiego rejestru zabytków wpisany jest:
- dwór, z XIX wieku.